# Majdan Brzezicki
Majdan Brzezicki – wieś  w Polsce położona w województwie lubelskim, w powiecie świdnickim, w gminie Piaski.
W latach 1975–1998 miejscowość administracyjnie należała do ówczesnego województwa lubelskiego.
Wieś stanowi sołectwo gminy Piaski, wymieniona w składzie gminy Piaski, [w:] Słownik geograficzny Królestwa Polskiego, t. VIII: Perepiatycha – Pożajście, Warszawa 1887, s. 51. w roku 1887. Według Narodowego Spisu Powszechnego z roku 2011 wieś liczyła  mieszkańców.

## Osoby związane z Majdanem Brzezickim
- Antoni Kopaczewski – żołnierz Armii Krajowej, działacz antykomunistyczny.